# Aprostocetus apiculatus
Aprostocetus apiculatus är en stekelart som beskrevs av Graham 1987. Aprostocetus apiculatus ingår i släktet Aprostocetus och familjen finglanssteklar. Arten är reproducerande i Sverige. Inga underarter finns listade i Catalogue of Life.